# Nationale Régionale Transport
Nationale Regionale Transport, anciennement National Airways Gabon, est une compagnie aérienne basée à Libreville au Gabon.

## Histoire
National Airways Gabon commencé ses activités en 2001. En 2009, elle change de nom pour Nationale Régionale Transport.
Elle n'est plus inscrite sur la Liste des compagnies aériennes qui font l'objet d'une interdiction d'exploitation dans l'Union européenne depuis décembre 2019.

## Destinations

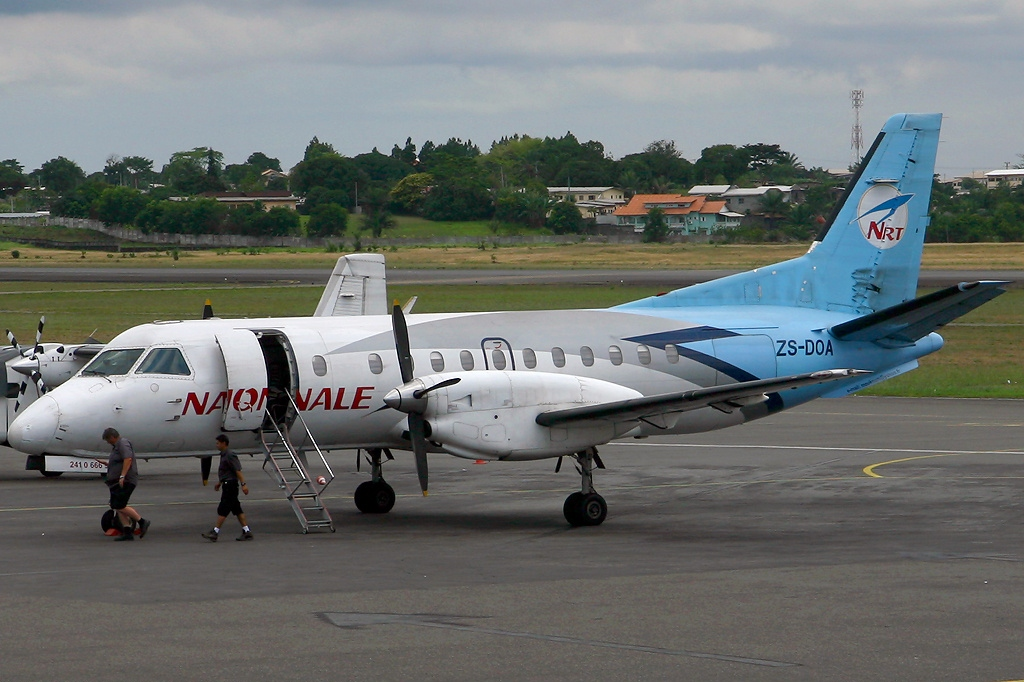
Saab 340 de Nationale Regionale Transport à Libreville (2008)

| [Base] | Base |

## Flotte

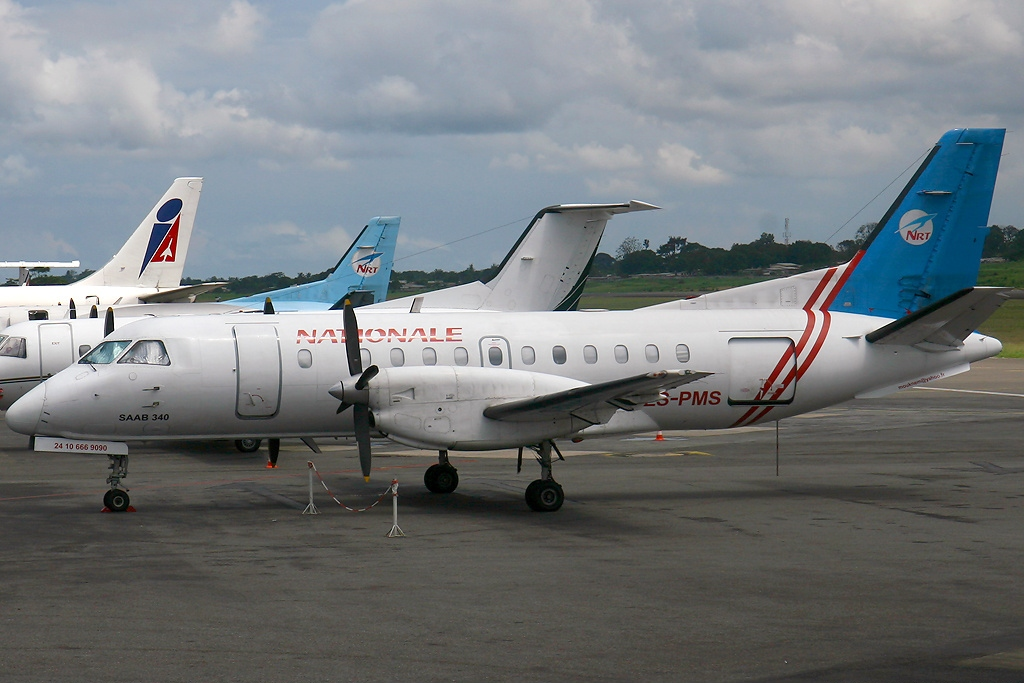
Saab 340A de Nationale Regionale Transport à Libreville (2008)

### Actuelle
En février 2014, la flotte de Nationale Regionale Transport comprend les appareils suivants:
| Appareils     | En service | Notes                             |
| ------------- | ---------- | --------------------------------- |
| Embraer 120ER | 1          | Opéré par Sahara African Aviation |
| Embraer 120RT | 1          |                                   |
| Total         | 2          |                                   |

### Ancienne
La Nationale Régionale Transport utilisait auparavant les appareils suivants:
- Saab 340